# لینک لایت ریل

لینک لایت ریل لوگو

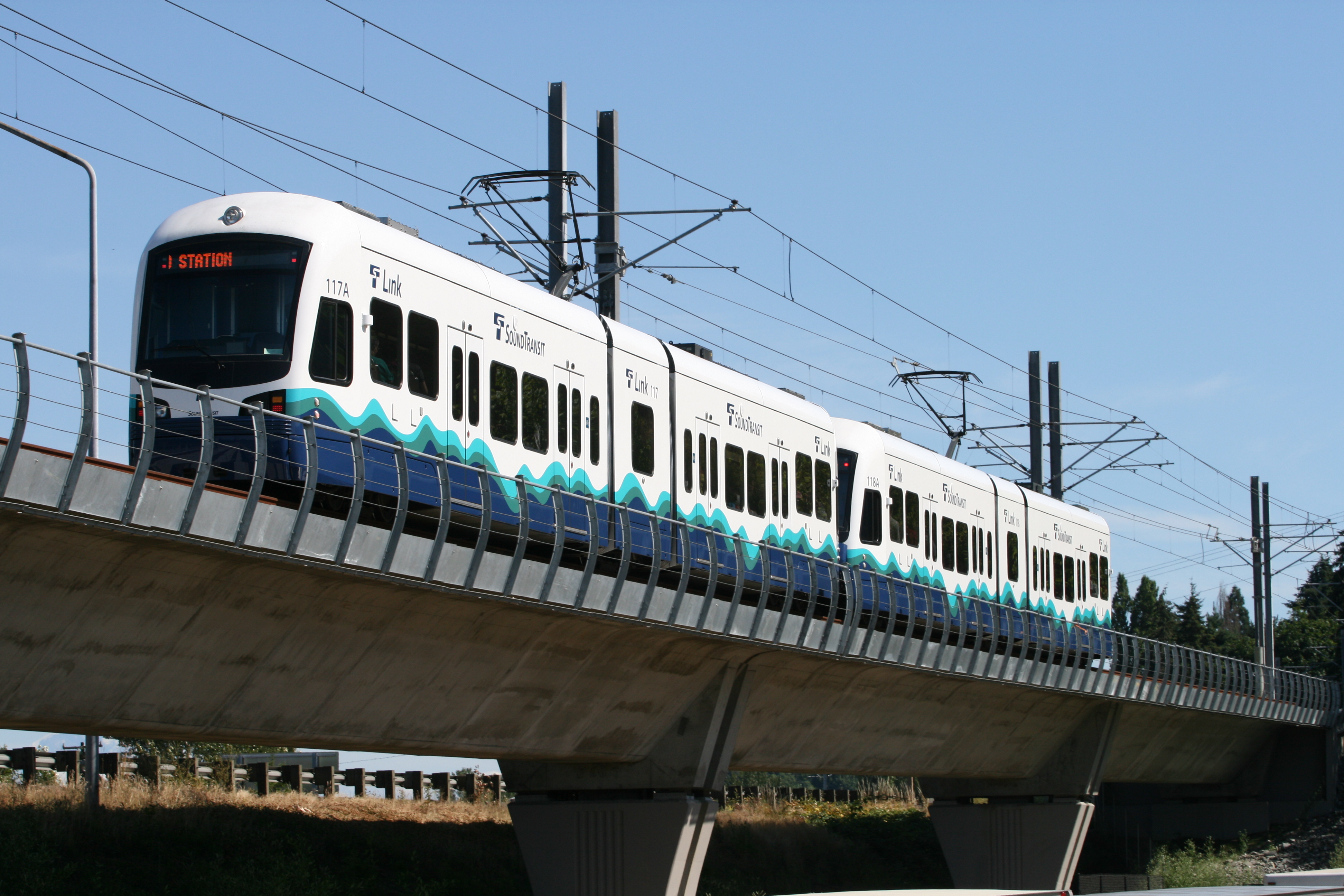
قطار شهری سیتل و تاکوما

لینک لایت ریل نقشه

لینک لایت ریل (به انگلیسی: Link Light Rail) قطار شهری شهر سیتل و ناحیه حومه‌اش در ایالت واشینگتن است که در سال ۲۰۰۳ میلادی تأسیس گردید.
این قطار شهری ۶ خط دارد، که ۲تای آنها در حال فعالیت، و ۴ تای آنها در زیر ساخت هستند.
مجموعاً این خطوط دارای ۴۰ ایستگاه خواهد بود، اما هم‌اکنون طول آنها ۲۸ کیلومتر است.